# Cathon
Pour l’article ayant un titre homophone, voir Caton.
Cathon, de son vrai nom Catherine Lamontagne-Drolet, est une artiste, autrice et illustratrice québécoise de bande dessinée. Elle publie des bande dessinées humoristiques et des fanzines décalés souvent inspirés de la littérature de genre et de la culture populaire. Également, elle réalise des illustrations dans de nombreuses revues et fanzines comme Planches ou La Gazette des Femmes[source insuffisante].

## Biographie
Cathon quitte Québec en 2010 pour Montréal, dans le but de faire un baccalauréat à l'UQAM en arts visuels. Elle s'inscrit à l'atelier de bande dessinée de Jimmy Beaulieu au Cégep du Vieux Montréal et publie en 2011 son premier fanzine auto-édité Trois secondes plus vite qui est nommé pour le prix Bédélys Indépendant. Elle lance avec Iris le blogue La liste des choses qui existent, qui donne lieu à deux publications en 2013 et 2015 et une intégrale en 2018. Elle vit et travaille à Montréal.
Radio-Canada la désigne comme une des 10 jeunes auteurs à surveiller en 2020.

## Œuvres

### Albums
- La Liste des choses qui existent (avec Iris), La Pastèque, 2013.
- Les Cousines vampires (avec Alexandre Fontaine Rousseau), Pow Pow, 2014.
- Les ennuis de Lapinette, Comme des géants, 2015.
- Encore plus de choses qui existent (avec Iris), La Pastèque, 2015.
- Mimose & Sam : Basilic en panique!, Comme des géants, 2016.
- Mimose & Sam : À la recherche des lunettes roses, Comme des géants, 2018.
- Les Ananas de la colère, Pow Pow, 2018[9].
- Mimose & Sam : Mission hibernation, Comme des géants, 2019.
- Les Enquêtes de Sgoubidou, Pow Pow, 2020.
- Mimose & Sam : La saison des collations, Comme des géants, 2022.
- Salade de fruits, Pow Pow, 2024.

### Fanzines
- Trois secondes plus vite, 2011.
- La croisière des dames, (avec Alexandre Fontaine Rousseau), 2012.
- Le parc des bisous, (avec Alexandre Fontaine Rousseau), 2012.
- Dormir en Grenouillère, 2012.
- Super lunes, 2013.
- L'almanach du québécois moderne, 2013.
- Tes petits pains, (avec Alexandre Fontaine Rousseau), 2015.
- Sgoubidou et le mystérieux baril, 2017.
- Sgoubidou joue le jeu, 2018.
- Bons en dessin, 2019.
- Les indiscrétions de Sgoubidou, 2020.
- Des roses pour Sgoubidou, 2020.

## Nominations
- Prix Bédélys indépendant 2011 pour Trois secondes plus vite.
- Prix Bédélys 2014 pour Les Cousines vampires[réf. souhaitée].